# Лили (Јужна Дакота)
Лили (енгл. Lily) град је у америчкој савезној држави Јужна Дакота.

## Демографија
По попису из 2010. године број становника је 4, што је 17 (-81,0%) становника мање него 2000. године.
| Група             | 2000.       | 2010.      |
| Белци             | 21 (100,0%) | 4 (100,0%) |
| Афроамериканци    | 0 (0,0%)    | 0 (0,0%)   |
| Азијати           | 0 (0,0%)    | 0 (0,0%)   |
| Хиспаноамериканци | 0 (0,0%)    | 0 (0,0%)   |
| Укупно            | 21          | 4          |